# جيورجيوس بابادوبولوس
جيورجيوس بابادوبولوس (باليونانية: Γεώργιος Παπαδόπουλο)‏ (و. 1919 – 1999 م) هو سياسي، وضابط، وعسكري محترف من اليونان .

## روابط خارجية
- جيورجيوس بابادوبولوس على موقع مونزينجر (الألمانية)
- جيورجيوس بابادوبولوس على موقع إن إن دي بي (الإنجليزية)
- جيورجيوس بابادوبولوس على موقع ديسكوغز (الإنجليزية)